# 愛原さくら
愛原 さくら（あいはら さくら、1985年11月26日 - ）は、日本のAV女優。
京都府出身。血液型:B型。身長:158cm。スリーサイズ:B82(D)・W56・H86。

## 略歴
2008年にAVデビュー。

## 出演作品

### アダルトビデオ
2008年
- &Fashion 116（8月22日、ゴーゴーズ）
- ザ・カメラテスト 着替えたらお汁が溢れてきたよ コスプレすると感度が違うの コスプレすると感度が違うの! あっまたイッちゃう～!!（9月11日、アテナ映像）
- 行過ぎた生徒指導を理由に強姦された女教師（10月1日、ワンズファクトリー）
- イキ顔を見て粘るザーメンを飲んであげる（10月1日、ワンズファクトリー）
- MARA DONNA Season.2（10月9日、Hunter）
- 恥さらし登龍門 DVD手売りで負けたらお前ら女優はお仕置きだ! 2 （10月20日、ホットエンターテイメント）
- はじめて現場に来た新人カメラマンさんがあまりにもカワイイので「AV現場の常識だよ」とセクハラしまくり、最後にはファックまでしちゃいました!（11月6日、Hunter）
- 究極の妄想発明シリーズ第10弾 女体あやつり人形（11月6日、ROCKET）
- 居酒屋を開いて睡眠薬を入れた酒を飲ませて犯す （11月7日、カッコイイ!）

2009年
- 会社で女子社員にやってみたいエッチなことベストテン 5（1月1日、V&Rプロダクツ）
- 団地妻生中出し 14（1月19日、TMA）
- 完全ヴァーチャル フェラチオ視線（3月1日、ワンズファクトリー）
- スパッツ MANIAX（3月6日、TMA）